# Henry Moseley
Henry Gwyn Jeffryes Moseley (Weymouth, 23 november 1887 – Gallipoli, 10 augustus 1915) was een Brits natuurkundige.

## Loopbaan
Hij studeerde te Eton en te Oxford.  Hij verrichtte belangrijk wetenschappelijk onderzoek te Manchester, onder de leiding van Ernest Rutherford.  Zijn voornaamste ontdekking was de betrekking die tussen de röntgenspectra van de elementen en hun atoomnummers bestaat.  Die ontdekking maakte het mogelijk de elementen in de tabel van Mendelejev op definitieve wijze te rangschikken.  Sindsdien kon men de ontbrekende elementen door middel van de röntgenstralen bepalen.  

## Dood
Moseley sneuvelde tijdens de Eerste Wereldoorlog bij de Dardanellen - hij werd het slachtoffer van een sluipschutter.  Met zijn dood verdween een veelbelovende geleerde die zeker nog in aanmerking zou zijn gekomen voor een Nobelprijs als hij was blijven leven. Sinds Moseley's dood is het in Groot-Brittannië officieel beleid te voorkomen dat jonge geleerden in oorlogstijd in gevechtssituaties verzeild raken. 
1. 1 2  nobelprize.org; geraadpleegd op: 15 februari 2021; Nobelprijs-identificatiecode voor nominatie: 6456.